# 야동초등학교 하남분교
야동초등학교 하남분교는 대한민국 충청북도 충주시 소태면 주치길 542 (주치리)에 있던 초등학교이다.

## 연혁
- 1967년 3월 5일 소태국민학교 하남분교로 개교
- 1971년 3월 1일 하남국민학교 승격
- 1985년 3월 1일 야동국민학교 하남분교장으로 격하
- 1996년 3월 1일 명칭 개정(야동초등학교 하남분교)
- 1999년 3월 1일 야동초등학교로 통폐합

## 폐교 이후
충청북도교육청에서 부지를 매각하여 '해내미 갤러리'로 이용되고 있다.

## 참고 자료
- 야동초등학교 하남분교장 - 충청북도교육청 기록관 / 충북교육사료관